# Matigramma crenulata
Matigramma crenulata là một loài bướm đêm trong họ Erebidae.